# Dicranosepsis kyanyamaensis
Dicranosepsis kyanyamaensis är en tvåvingeart som först beskrevs av Vanschuytbroeck 1963.  Dicranosepsis kyanyamaensis ingår i släktet Dicranosepsis och familjen svängflugor.
Artens utbredningsområde är Kongo. Inga underarter finns listade i Catalogue of Life.